# Luca Antonio Busati
Luca Antonio Busati, né à Parme vers 1470 et mort à Venise vers 1518 ou 1539, est un peintre italien de la Renaissance.
Il a été actif dans les environs de Venise et Ravenne, à Trévise et à Faenza. Son style s'apparente à celui de Cima da Conegliano et de Giovanni Bellini. Dans ses œuvres apparaissent aussi les influences de Lorenzo Lotto et Palma le Vieux.
Luca Antonio Busati signe certaines de ses œuvres « Busatis  » ; celles non signées ont été regroupées sous le nom de « Maître de l'incrédulité » (en italien : Il maestro veneto dell 'Incredulità di San Tommaso) ; cette appellation se réfère au retable Christ ressuscité avec saint Thomas peint pour l'église San Niccolò de Trévise.

## Œuvres
- Saint Marc avec saint François et saint André (1510), Venise, Gallerie dell'Accademia (signé).
- Mise au tombeau (1512), Londres, Londres, National Gallery (signé).
- Sainte Parenté, Munich, Alte Pinakothek (n° inventaire no 473).
- L'Incrédulité de saint Thomas, retable de Trévise, Venise, Gallerie dell'Accademia[2].
- Vierge et l'Enfant avec les saints Catherine, François et Jérôme, Brescia, Pinacothèque Tosio Martinengo.
- Vierge à l'Enfant et les saints Pierre, Jean et Jérôme, Venise, Galerie Giorgio Franchetti, Ca' d'Oro.
- Sainte conversation, huile sur bois, La Fère, Musée Jeanne d'Aboville.